# Rhopalomyia disciformans
Rhopalomyia disciformans är en tvåvingeart som beskrevs av Nikolai Vasilevich Kovalev 1967. Rhopalomyia disciformans ingår i släktet Rhopalomyia och familjen gallmyggor. Inga underarter finns listade i Catalogue of Life.